# 記念橋 (土岐川)
記念橋（きねんばし）は、岐阜県多治見市の土岐川の橋である。
多治見橋を補完するために昭和橋とほぼ同時期に架橋された橋であり、多治見橋の上流、約500 mにある。架橋の費用は、昭和橋は多治見町が、記念橋は豊岡町が負担している。記念橋の記念は、豊岡町の耕地整理事業の完成を記念して名づけられたという。

## 概要
- 供用：1971年（昭和46年）
- 延長：107.9 m
- 幅員：14.3 m （車道+両側に2.56 mの歩道）
- 両岸：岐阜県多治見市上山町 - 多治見市新富町

## 年表
- 1927年（昭和2年）12月4日 - 豊岡町の負担で、記念橋が架橋される。延長369尺1寸（約110m）、幅員15尺（約4.5m）の鉄筋コンクリート製。
- 1971年（昭和46年） - 交通量増大のため、現在の橋が架けられる。

## 隣の橋
（上流） 神明橋（県道19号） - 土岐大橋（国道19号） - 土岐川橋 - 虎渓大橋（国道19号） - 記念橋 - 多治見橋（県道15号） - 昭和橋 - 陶都大橋 - 国長橋 （下流）